# Pedicia (Pedicia) rivosa mannheimsi
Pedicia (Pedicia) rivosa mannheimsi is een ondersoort van de tweevleugelige Pedicia (Pedicia) rivosa uit de familie Pediciidae. De ondersoort komt voor in het Palearctisch gebied.